# Persulfate de sodium
Le persulfate de sodium est un composé chimique de formule Na2S2O8. Il s'agit du sel sodique du persulfate. Il se présente sous la forme d'une poudre blanche cristallisée inodore soluble dans l'eau et pratiquement non hygroscopique.

## Préparation
On l'obtient par oxydation électrolytique d'hydrogénosulfate de sodium NaHSO4 :
2 NaHSO4 → Na2S2O8 + H2.
L'oxydation a lieu sur une anode de platine.

## Applications
Le persulfate de sodium est utilisé essentiellement comme amorceur radicalaire pour les polymérisations en émulsion de polymères à base de styrène comme l'acrylonitrile butadiène styrène (ABS).
Il est également utilisé comme agent de blanchiment et dans des détergents. Il peut remplacer le persulfate d'ammonium pour la gravure du zinc et des circuits imprimés, et est utilisé pour le décapage du cuivre et d'autres métaux. On l'utilise par ailleurs dans l'amendement et la remédiation des sols, ainsi que pour blanchir les tissus en vue de leur teinture.
En chimie organique, c'est un oxydant spécialisé dans l'oxydation de Boyland-Sims (en) et l'oxydation au persulfate d'Elbs (en). Il est également utilisé dans les réactions radicalaires, comme la synthèse de la diapocynine à partir de l'apocynine avec le sulfate de fer(II) FeSO4 comme amorceur radicalaire.